# 帳篷 (科羅拉多州)
帳篷（英語：Wigwam）是位於美國科羅拉多州艾爾帕索縣的一個非建制地區。該地的面積和人口皆未知。

## 地理
帳篷的座標為38°32′15″N 104°37′47″W / 38.53750°N 104.62972°W，而該地的平均海拔高度為1592米（即5223英尺）。